# King Moody
Robert "King" Moody (født 6. december 1929, død 7. februar 2001) var en amerikansk skuespiller og komiker.